# Klasztor cysterek w Wolinie
Klasztor cysterek w Wolinie – nieistniejący dziś klasztor żeński zakonu cystersów, założony pod koniec XIII wieku przez książąt pomorskich w Wolinie.

## Historia
Fundacja klasztoru w Wolinie miała miejsce w 1288, z inicjatywy księcia szczecińskiego Bogusława IV, który dokonał jej za zgodą swych braci, Barnima II i Ottona I . Klasztor został ufundowany ku czci ich zmarłych rodziców i stanowił filię klasztoru cysterek w Starym Szczecinie. Klasztor został „zaopatrzony i wyposażony w skromne dochody”, wystarczające na jego funkcjonowanie. Zakon ten podlegał regule cysterskiej, a konwent został ulokowany na wzgórzu naprzeciw miasta, określanym w źródłach jako „grodzisko”.
W roku 1300 książę Bogusław zatwierdził testament obywatela Wolina, Jakuba z Połchowa, w którym klasztor ustanowiono spadkobiercą części wsi Płocin oraz znajdującej się w pobliżu miasta zastawki rybackiej. W 1304 klasztor zakupił resztę wsi Płocin; transakcję zatwierdził książę w obecności rady miejskiej. W tym samym roku książę potwierdził również prawa klasztoru do użytkowania łąk Roofwiesen, jednego dużego połowu sieciowego na Wielkim Zalewie oraz połowy udziału w połowach siecią Zeesen.
W 1306 klasztor został przeniesiony – za zgodą rady miejskiej – w inne miejsce, nabyte niedawno i położone nad wodą, w obrębie umocnień miejskich . 
Na przestrzeni kolejnych dziesięcioleci klasztor otrzymał wiele dalszych przywilejów książęcych. W 1317 nadano mu prawo patronatu nad kustodią i szkołą miejską, wraz z prawem mianowania kustosza i nauczyciela. W 1318 zakon uzyskał wieś Kopice, w 1319 potwierdzono jego posiadanie wsi Gogolice, w 1361 klasztor nabył Wysoką Kamieńską i Stepnicę, w 1386 został zwolniony z opłat za rybołówstwo na zalewie, a w 1394 uzyskał wsie Żarnowo i Łąka. Akt potwierdzający te nadania wystawiono w Wolinie . W 1338 roku papież Benedykt XII oficjalnie zatwierdził prawo cysterek z Wolina do sprawowania patronatu nad kościołami w Sibinie, Koniewie, Mierzęcinie, Uninie, Lasce, a także nad świątyniami św. Jerzego, św. Mikołaja i św. Michała w samym Wolinie .
Już we wczesnym okresie istnienia klasztoru siostry zakonne zwróciły uwagę na wychowanie córek miejscowej szlachty, które traktowały jako ważne zadanie. Biskup Henryk z Kamienia uznał nawet za stosowne nakazać ksieni klasztoru, aby pobierała od rodziców odpowiednie wynagrodzenie za ponoszone koszty. Wynagrodzenie to miało być uiszczane z góry w gotówce lub zabezpieczone w inny sposób przed przyjęciem dziewcząt do klasztoru. Klasztor w Wolinie cieszył się wówczas wielką i uzasadnioną renomą – do wspólnoty wstępowały córki najznamienitszych rodzin, w tym rycerstwa oraz znanych mieszczan z Kamienia i Wolina, by przyjąć habit, a noszenie tytułu ksieni uchodziło za zaszczyt nawet wśród księżniczek .
Spośród znanych przełożonych klasztoru wymienić można kilka postaci. Od momentu fundacji w 1288 aż do 1301 funkcję tę sprawowała Elisabeth von Hohenhausen, pierwsza ksieni. Następnie, w latach 1302–1366, urząd ten piastowała Jutta, księżniczka pomorska i córka fundatora, księcia Bogusława. Jutta wstąpiła do klasztoru już w 1299 roku i pozostała w nim przez 67 lat, aż do swojej śmierci. Książę Bogusław IV w maju 1302 r. nadał jej  i innym mniszkom z klasztoru w Wolinie ziemię bukowską i prawo patronatu nad kościołem w Krumminie pod warunkiem, że klasztor woliński podejmie się założenia filii. Rok 1302 można uznać za początek fundacji klasztoru w Krumminie . Książę Bogusław IV zwolnił mniszki od płacenia kolejnych zobowiązań, potwierdził prawo patronatu, nadał sądownictwo, zwolnił mieszkańców od służb i innych obowiązków, pozostawił tylko obowiązek obrony kraju . W 1429 ksienią była panna Gertruda von Wolde, wywodząca się ze szlacheckiej rodziny z Pomorza Tylnego. W roku 1477 do klasztoru w Wolinie została skierowana księżniczka Maria. Najpewniej była ona najmłodszą siostrą Bogusława X, księcia, któremu udało się zjednoczyć księstwo zachodniopomorskie. W wyniku jej przybycia konwent zyskał na własność wsie Jarzębowo oraz Kodrąb . W latach 1490–1512 pełniła funkcję przeoryszy. Jak się wydaje, pobyt w klasztorze nie był dla niej szczególnie satysfakcjonujący – zwykła bowiem mawiać, że „lepiej byłoby, gdyby brat wydał ją za hrabiego lub szlachcica, niż posłał do »Leichenhaus«” (czyli „domu zmarłych”). Księżniczka Maria wsławiła się jednak wielką zasługą dla swojej małej ojczyzny: otoczyła opieką młodego Jana Bugenhagena, przyszłego reformatora, który pochodził z Wolina, i umożliwiła mu podjęcie nauki.
W miarę nasilania się wpływów reformacji majątek cysterek w Wolinie stopniowo ulegał uszczupleniu, czemu szczególnie sprzyjała działalność lokalnej szlachty. Punktem zwrotnym w historii wolińskiego klasztoru – jak i pozostałych konwentów żeńskich na Pomorzu Zachodnim – były uchwały sejmu trzebiatowskiego z lat 1534–1535, które zapoczątkowały proces sekularyzacji klasztorów, zarówno męskich, jak i żeńskich . W rezultacie tych działań woliński klasztor został rozwiązany, a jego dobra przeszły na własność skarbu książęcego. Budynki klasztorne zostały częściowo włączone do zabudowań zamku książęcego; w niektórych z nich utworzono przytułek dla panien oraz instytucję wychowawczą. Pozostałym zakonnicom zapewniono dożywotnie utrzymanie, by mogły dożyć w jego murach swych dni.
Jedną z arystokratycznego pochodzenia mniszek, które zostały przyjęte do klasztoru jeszcze przed reformacją, była Hippolita hrabina von Eberstein. Jej bracia, panowie z majątku Naugard, umieścili ją w klasztorze i zobowiązali się uiszczać na jego rzecz corocznie czternaście florenów, jednego wołu, cztery świnie, sześć owiec, cztery miary (Drömt) żyta, cztery miary jęczmienia, beczkę piwa, funt pieprzu, beczkę dorszy, tuzin śledzi oraz co roku nową czapkę jako element odzieży, w formie wsparcia na utrzymanie nowej siostry zakonnej.
Z dostępnych źródeł wiadomo, że ostatnia siostra konwentu w Wolinie zmarła w 1560 roku , w związku z czym nie widziano już przeszkód, by klasztor całkowicie zlikwidować i jego stosunkowo rozległe dobra połączyć z domeną urzędową Wolina . W trakcie oblężenia miasta przez wojska brandenburskie w 1675 doszło do pożaru, który poważnie uszkodził zabudowania zamku, klasztoru i kościoła. Około 1750 roku zdecydowano o rozbiórce zniszczonych obiektów, pozostawiając jedynie piwnice . Na fundamentach jednego ze skrzydeł zamku wzniesiono później dwór, który przetrwał do współczesności. Natomiast na dawnym terenie poklasztornym w 1880 roku zbudowano neogotycki ratusz, pełniący obecnie funkcję siedziby władz miejskich .

## Przeorowie
Wśród przeorów klasztoru wymienianych przez Steinbrücka w jego dziele poświęconym klasztorom Pomorza znajdują się: 
- Henrich von Ferbenzin (1288–1299),
- Thelevns lub Detlevus (1299, 1322),
- Nicolaus (1333),
- Henric von Brüsewitz (1359, 1364),
- Ulrich Zabow (1394),
- Ertmar Reymer (1429) oraz
- Christian Parlow (1460, 1476)[5].

## Uposażenie
Klasztorowi powierzono prawo patronatu nad najważniejszymi świątyniami Wolina: kościołem św. Mikołaja, kościołem św. Jerzego oraz nad położonym poza murami kościołem św. Michała . Ponadto zakon posiadał prawa patronackie nad kościołami wiejskimi w Uninie, Sibinie, Ładzinie i Kołczewie, które zobowiązane były do corocznego uiszczania na jego rzecz opłat rekognicyjnych. Klasztorowi w Wolinie książę Bogusław nadał również wieś Płocin (niem. Plögin), którą wcześniej posiadał Reslavus Albus z Wicka, a także kilka domów mieszkalnych w samej miejscowości. Ponadto klasztor otrzymał prawo do trzech połowów ryb w cieśninie Dziwna między Wolinem a Dargobądzem oraz do trzech wielkich połowów przy użyciu sieci w "Wielkim Zalewie" . Von der Dollen w dziele Streifzüge durch Pommern, podaje, że wydano zarządzenie, że żaden inny zakon nie może osiedlić się w mieście ani poza nim bez wiedzy klasztornego prowizora. Również nikt nie powinien podejmować się budowy ołtarza, wikarii ani kaplicy w mieście – poza rodzinami książęcymi, które jednak także wymagały wcześniejszej zgody prowizora . Rada Wolina przyznała klasztorowi prawo budowy domów aż po wielkie wzgórze położone przed miastem, zwane „grodziskiem” (Burgwall), będące prawdopodobnie pozostałością dawnego słowiańskiego grodu obronnego. Klasztor mógł również zatrudniać własnych rzemieślników, zwłaszcza sukienników, szewców i garbarzy .
Odpowiedni dokument fundacyjny klasztoru cysterek w Wolinie wystawiono 20 lutego 1288 roku w Űckermünde. W lutym tegoż roku biskup kamieński Herman zatwierdził przekazany przez księcia Bogusława IV patronat nad wolińską parafią w celu założenia nowego klasztoru. Ponadto, w obecności dworu książęcego, w ratuszu miejskim w Wolinie sporządzono dokument nadania, podpisany przez miejskich konsulów. Początkowo na lokalizację przyszłego konwentu wyznaczono teren poza murami miasta, w okolicy portu nad Dziwną . Rok po założeniu, w 1289, klasztor w Wolinie obsadził filialny klasztor w Krummin (na wyspie Uznam) zakonnikami. Wkrótce jednak uznano za konieczne oddzielenie obu konwentów i usamodzielnienie ich – co nastąpiło w 1305 roku z inicjatywy fundatora, księcia Bogusława. Ustalono wówczas, że Świna wyznaczać będzie granicę między posiadłościami obu klasztorów. Warto przy tym zauważyć, że główne dobra należące do klasztoru w Wolinie znajdowały się nie tyle na wyspie, co na stałym lądzie, na prawym brzegu Dziwny. W roku 1297 biskup kamieński ponownie potwierdził prawa klasztoru w Wolinie. Dwa lata później, w 1299, rada miejska Wolina zatwierdziła nadanie klasztorowi sześciu łanów w  Wiejkowie na prawym brzegu Dziwny, wraz z folwarkiem, które nabył przeor klasztoru od jednego z obywateli miasta. W tym samym roku książę Bogusław nadał klasztorowi Wicko po zachodniej stronie Wolina, zwalniając go z wszelkich obowiązków miejskich, a zwłaszcza z obowiązku płacenia podatków miejskich (tzw. Stadtschoß) oraz z powinności naprawy murów miejskich. Klasztor otrzymał również dwa łany położone przed miastem.